# برادران اردلان
برادران اردلان، چهار تن از رجال سیاسی دوران پهلوی بودند که هر یک نقش مهمی در تاریخ معاصر ایران بازی کرده‌اند. اسامی آنان امان‌الله اردلان ،‌ناصرقلی اردلان، علیقلی اردلان و عباسقلی اردلان بوده‌است که همه از فرزندان حاج فخرالملک اردلان (ابوالحسن خان اردلان نوهٔ امان‌الله خان اردلان حاکم قدرتمند کردستان)خاندان اردلان، از کردهای شیعه مذهب بوده‌اند. نسب پدری آنان از حاکمان کردستان و نسب مادریشان از شاهزادگان قاجار بودند.

## عزالممالک
امان‌الله خان اردلان (۱۲۶۳ تهران - ۱۳۶۶ تهران) ملقب به حاج عزالممالک، قانونگذار، سیاستمدار و دولتمرد دوره‌های قاجار و پهلوی بود. در سال ۱۲۸۸ نایب‌الحکومه (فرماندار) دزفول شد و در همان سال به نمایندگی از این شهرستان به دوره دوم مجلس شورای ملی راه یافت. وکیل‌الرعایا نماینده همدان به اعتبارنامه اش اعتراض کرد، به این دلیل که باور داشت او به سن قانونی برای نمایندگی مجلس (سی سال تمام) نرسیده و همچنین، انتخابش از شهری که فرماندارش بوده، در صحت انتخابات تردید ایجاد می‌کند اما مجلس پس از تحقیقاتی این اعتراضها را وارد ندانست و در شانزدهم اردیبهشت ۱۲۸۹ به اعتبارنامه او رأی داد.
در دوره سوم مجلس شورای ملی به نمایندگی از کرمانشاه عضویت داشت. با وقوع جنگ جهانی اول که مجلس تعطیل شد،  
چندین دوره نمایندگی مجلس، بارها وزارت کشور و معاونت مجلس شورای ملی، کارنامه سیاسی وی را تشکیل می‌دهد. او مدت‌ها با دکتر میلسپو همکاری داشت و نطق بسیار معروفی در مذمت رفتار مورگان شوستر در مجلس ایراد کرده‌است. او در کابینه دولت مهاجرین در کرمانشاه به ریاست رضاقلی خان نظام‌السلطنه مافی، وزیر فواید عامه بود. پس از بازگشت به وطن در دوره پنجم مجلس شورای ملی بار دیگر به نمایندگی از دزفول به به مجلس رفت. در اردیبهشت ۱۳۰۳ در کابینه سردار سپه به وزارت فوائد عامه و تجارت رسید اما در شهریور همان سال با ترمیم کابینه، دولت را ترک گفت.
او بیش از یکصد و پنج سال عمر کرد و پس از دو برادر کوچکش بدرود حیات گفت. دوستانش به طنز در مورد او گفته‌اند: «کل شیئ هالک، الا حاج عزالممالک». پسرش ابوالفتح اردلان موسس و مدیر عامل شرکت صنایع الکترونیک ایران بود.

## ناصرقلی
ناصرقلی خان بارها به نمایندگی مجلس رسید. او در چند دوره عضو هیئت مدیره مجلس بود و در هنگام خلع ید از شرکت نفت ایران و انگلیس، از سوی مجلس مأموریت همکاری با هیئت ایرانی را داشت. در اواخر دوران پهلوی به استانداری آذربایجان منصوب بود.

## علیقلی
در سال ۱۲۸۰ در تهران متولد شد. در سال ۱۳۰۲ به استخدام در وزارت امور خارجه درآمد. در ۱۳۳۴ در کابینه حسین علاء به سمت وزارت مشاور و سپس وزیر صنایع و معادن و وزیر امور خارجه منسوب گردید. در سال ۱۳۳۷ به سمت سفیر کبیری ایران در آمریکا تعیین شد. پس از مدتی به سفارت ایران در شوروی و پس از آن به سفارت ایران در آلمان منصوب گردید. وی پس از انجام مأموریت اخیر بازنشسته شد.
در مهر ۱۳۵۷ به جای امیرعباس هویدا به سمت وزیر دربار منسوب شد. اردلان در ۲۳ دی ماه ۱۳۵۷ مقارن با خروج شاه از کشور با حفظ سمت به عضویت شورای سلطنت منصوب شد و تا سقوط رژیم سلطنتی در آن سمت باقی ماند. بدین ترتیب علیقلی اردلان آخرین وزیر دربار ایران است. با پیروزی انقلاب توسط حکومت جمهوری اسلامی بازداشت شد. پس از پیروزی انقلاب به زندان افتاد و پس از آزادی به امر مطالعه و تحقیق پرداخت و نهایتاً در تاریخ ۱۲ مرداد ۱۳۶۵ در تهران چشم از جهان فرو بست و در آرامگاه ابن بابویه به خاک سپرده شد. نتیجه تحقیق سال های آخر عمر تکمیل کتاب های "ابرقدرتی دیگر" و "کمربند فقر" بود. موضوع کتاب "ابرقدرتی دیگر" شکل گیری اروپای متحد بعنوان ابرقدرت جدید بود.
=برادر دیگر جعفرقلی  بود که بیشتر کارهای تجاری و رسیدگی به املاک را انجام می داد. و فرزاندانش محمد قلی و محمدنقی ادامه دهند کار پدر بودند ولی الله کرم شهردار وریس اموزش وپرورش کردستان بود . بعدها فرزندان جعفرقلی نام خانوادگی را به دلیل خطرات پس از انقلاب عوض کردند. 

## امان‌الله
اردلان در دوران رضا شاه به ترتیب حاکم استرآباد (گرگان)، لرستان و بروجرد، بنادر جنوب، استاندار کرمان و آذربایجان (شرقی و غربی) شد. در شهریور ۱۳۲۰ که ارتش انگلیس از جنوب و شوروی از شمال وارد ایران شد، اردلان استاندار آذربایجان بود. او محل مأموریت خود را ترک کرد و به تهران رفت. بعدها این موضوع همیشه علیهش مطرح و او متهم می‌شد که در آن شرایط حساس، فرار کرده، اما خودش در نطقی در مجلس این اتهام را رد کرد و گفت: «من نمی‌توانستم چکمه به گردن بیندازم، قرآن به دست بگیرم و در مقابل یک قشون مهاجم تسلیم بشوم. دولت به من امر داد که تخلیه بکنید. هر مأموری مکلف بود اطاعت بکند».
اردلان پس از بازگشت به تهران، حکم استانداری آذربایجان غربی را دریافت کرد و راهی رضائیه شد. سپس به ترتیب استاندار اصفهان، مدیرکل وزارت دارایی، رئیس کل خواربار کشور و معاون وزارت دارایی شد و مهذب‌الدوله کاظمی وزیر دارایی در ۲۲ مهر ۱۳۲۱ او را با این سمت به مجلس شورای ملی معرفی کرد.